# Hamlet (Caroline du Nord)

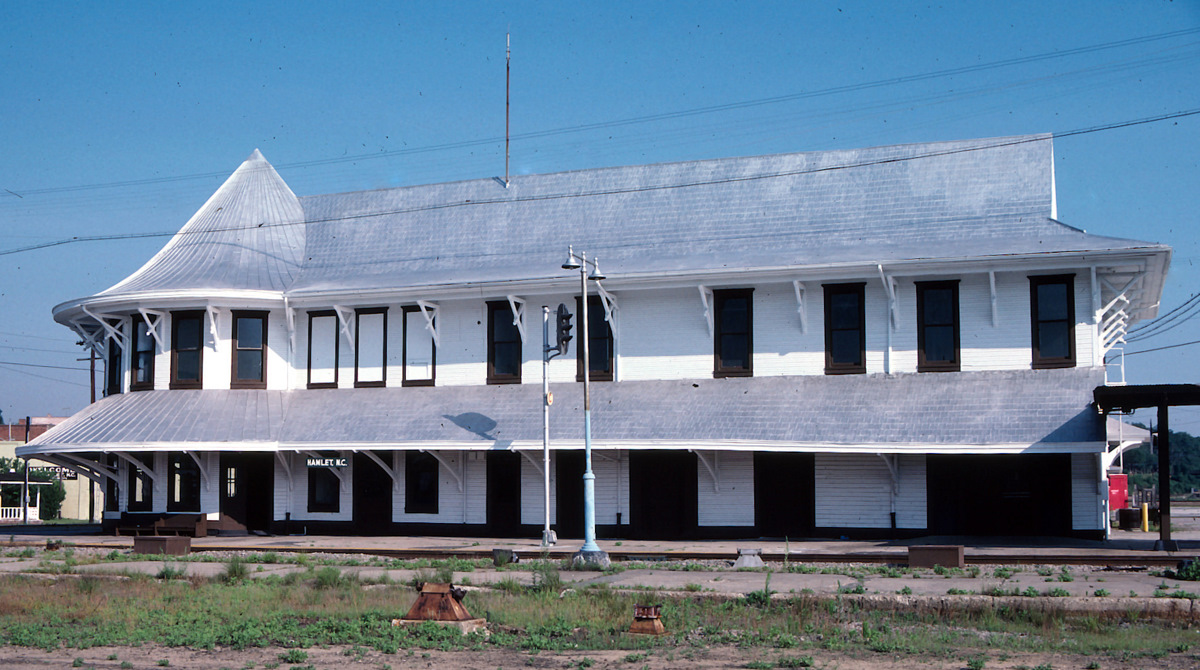
Le Hamlet Depot en 1987, avant sa rénovation; à cette époque, la gare connaissait peu de trafic

Pour les articles homonymes, voir Hamlet (homonymie).
Hamlet est une ville américaine située dans le comté de Richmond dans l'État de Caroline du Nord. En 2010, sa population était de 6 495 habitants. Elle est la ville natale de John Coltrane, célèbre saxophoniste de jazz.

## Démographie
| Groupe            | Hamlet | Caroline du Nord | États-Unis |
| ----------------- | ------ | ---------------- | ---------- |
| Blancs            | 55,2   | 68,5             | 72,4       |
| Afro-Américains   | 36,6   | 21,5             | 12,6       |
| Autres            | 3,8    | 4,4              | 6,4        |
| Métis             | 2,0    | 2,2              | 2,9        |
| Amérindiens       | 1,7    | 1,3              | 0,9        |
| Asiatiques        | 0,7    | 2,2              | 4,8        |
| Total             | 100    | 100              | 100        |
|                   |        |                  |            |
| Latino-Américains | 6,2    | 8,4              | 16,7       |

Selon l'American Community Survey, pour la période 2011-2015, 93,46 % de la population âgée de plus de 5 ans déclare parler anglais à la maison alors que 6,23 % déclare parler l'espagnol et 0,32 % le français.
| 1900 | 1910  | 1920  | 1930  | 1940  | 1950  |
| ---- | ----- | ----- | ----- | ----- | ----- |
| 639  | 2 173 | 3 808 | 4 801 | 5 111 | 5 061 |

| 1960  | 1970  | 1980  | 1990  | 2000  | 2010  |
| ----- | ----- | ----- | ----- | ----- | ----- |
| 4 460 | 4 627 | 4 720 | 6 196 | 6 018 | 6 495 |

## Traduction
- (en) Cet article est partiellement ou en totalité issu de l’article de Wikipédia en anglais intitulé « Hamlet, North Carolina » (voir la liste des auteurs).